# Albuca clanwilliamae-gloria
Albuca clanwilliamae-gloria är en sparrisväxtart som beskrevs av U.Müll.-doblies. Albuca clanwilliamae-gloria ingår i släktet Albuca och familjen sparrisväxter. Inga underarter finns listade i Catalogue of Life.